# Jungle Rapids
Jungle Rapids è un'attrazione presente nel parco divertimenti italiano Gardaland. Inaugurata nel 1998 in soft opening, ma ufficialmente con un anno di ritardo rispetto al previsto è un'attrazione di tipo raft ride costruita dall'azienda svizzera Intamin.

## Descrizione
Gli ospiti, a bordo di un gommone a 9 posti, intraprendono un viaggio avventuroso tra scenografie ispirate alla giungla e ai siti archeologici Cambogiani e Thailandesi. Il giro si svolge in un torrente artificiale lungo circa 2 km e profondo 1,50 m, dotato di un sistema di pompe ed eliche che smuovono l'acqua in modo da simulare vortici, cascate e improvvisi cambi di corrente; il visitatore ha perciò l'impressione che il gommone sia lasciato del tutto in balia delle rapide. Parte del percorso si svolge indoor, nella ricostruzione di un tempio all'interno del vulcano centrale, e prevede effetti speciali e giochi di luce, suoni e fumo.
La scenografia dell'attrazione è stata realizzata da Poliscultura e dal dipartimento d'arte di Gardaland. Nel progetto iniziale, il vulcano centrale avrebbe dovuto disporre di un meccanismo che permettesse di eruttare sostanze simili a lava e lapilli ogni mezz'ora; questo progetto venne in seguito scartato. In successive ristrutturazioni si è tentato di ripristinarlo, ma il risultato finale non fu ritenuto efficace.
L'attrazione è stata sottoposta a diverse ristrutturazioni, comprendenti la ricolorazione delle scenografie e la manutenzione del vulcano. Nel 2010, in seguito alla chiusura dell'attrazione Tunga, alcuni elementi provenienti da quest'ultima sono stati reimpiegati in Jungle Rapids.

## Galleria d'immagini

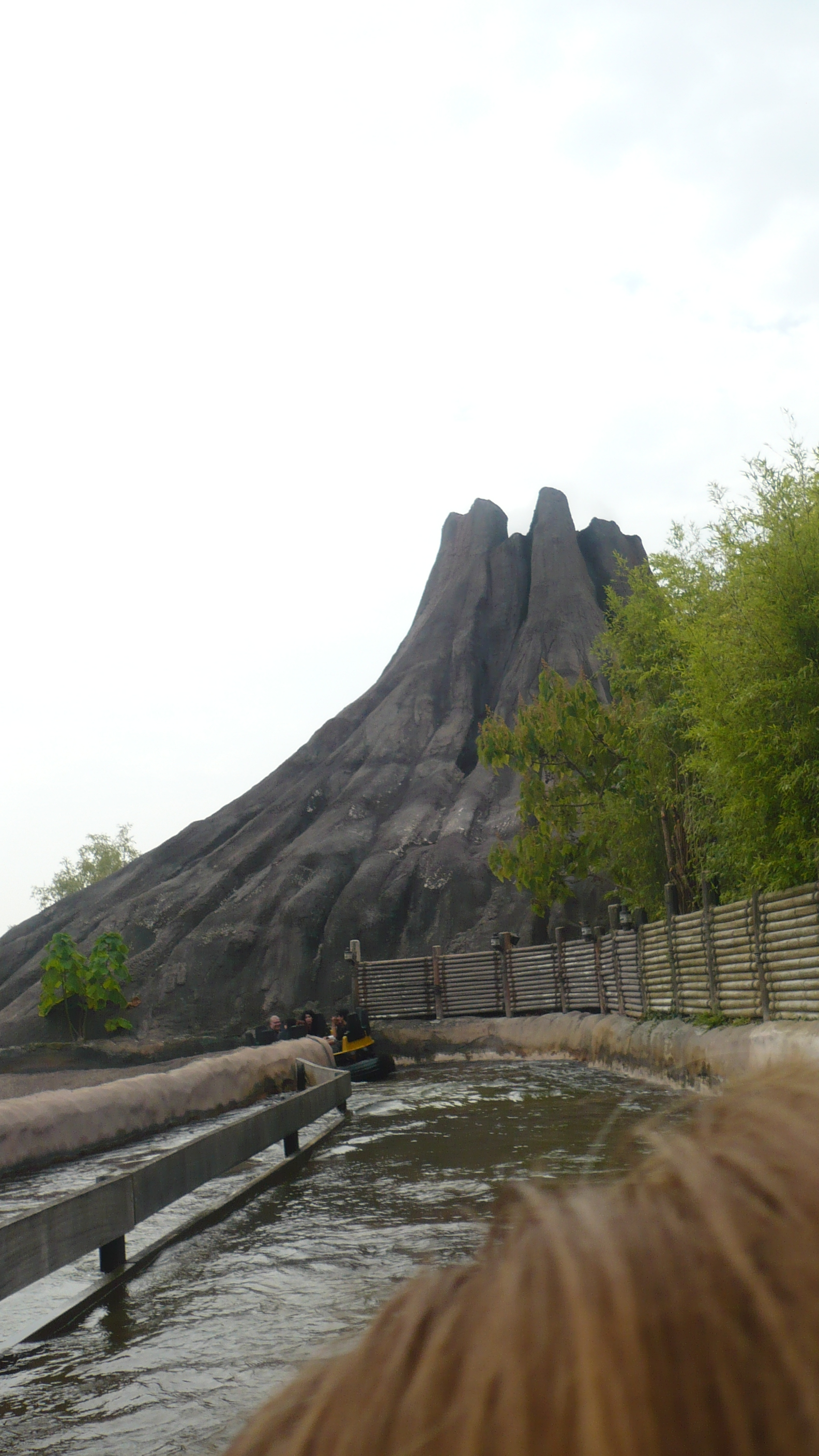
vulcano vista laterale
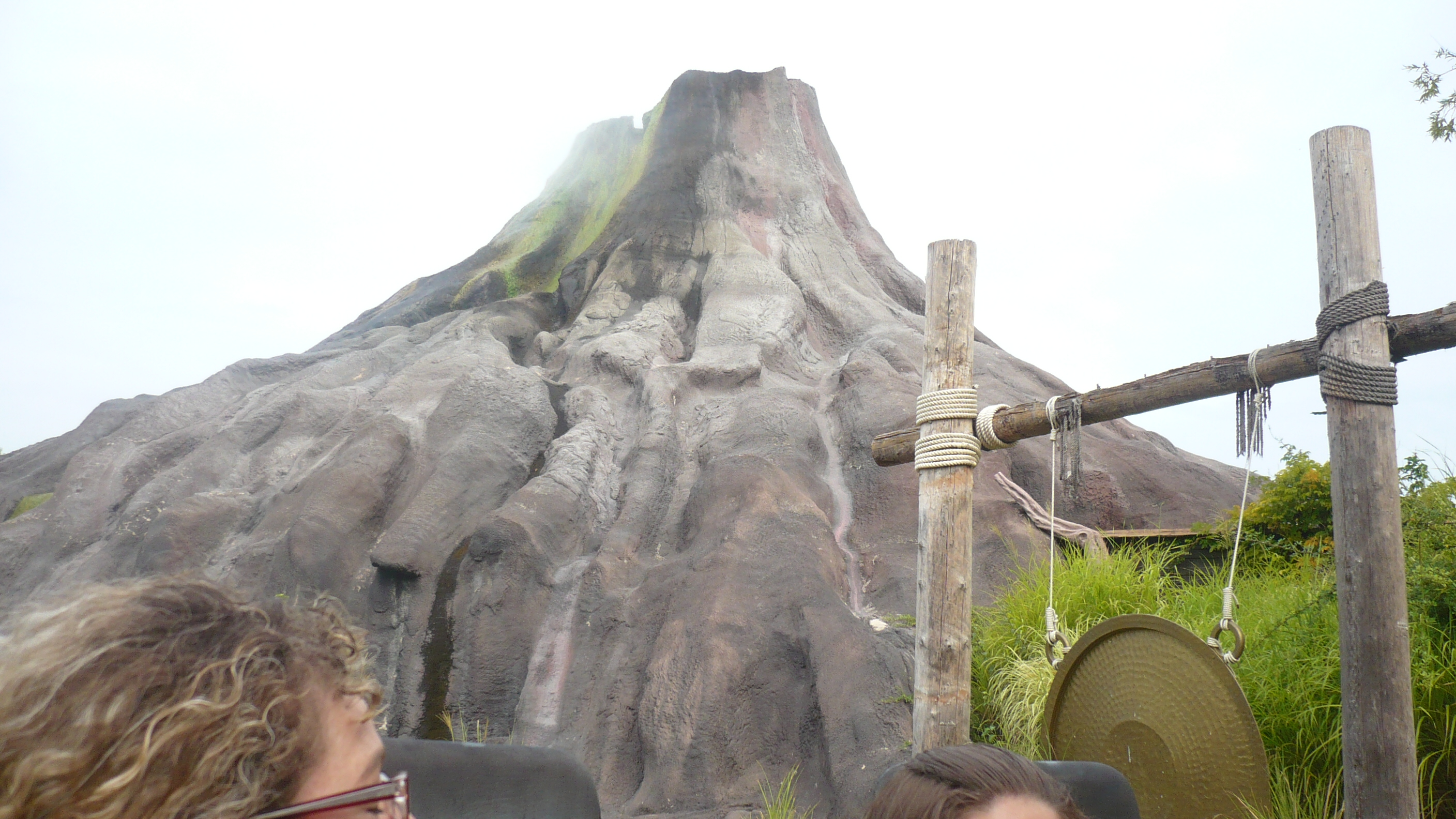
vulcano vista centrale bassa
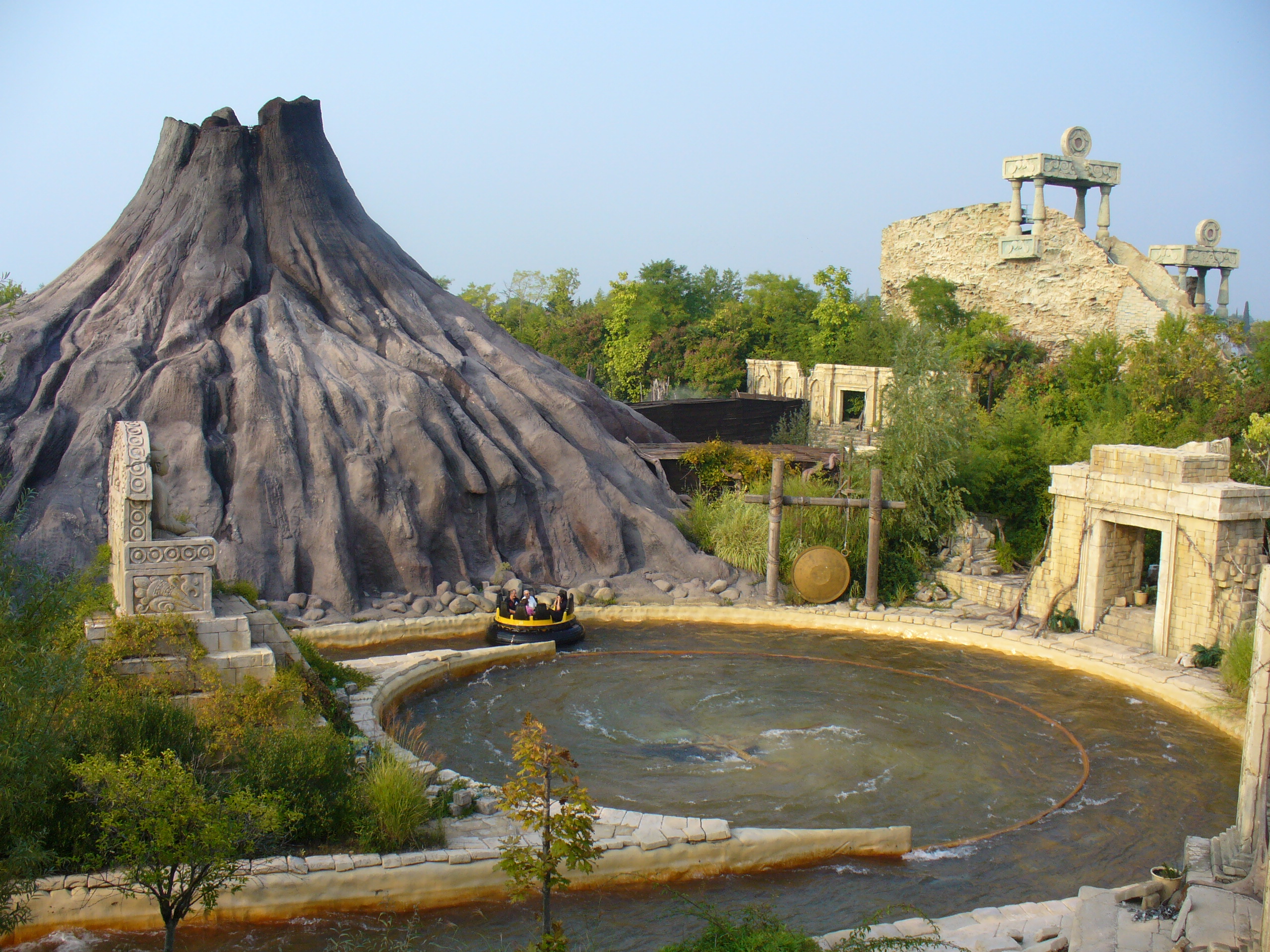
vista ampia